# Coppa Italia 2012/13
De Coppa Italia 2012/13 was de 65ste editie van de Coppa Italia, het Italiaanse voetbalbekertoernooi. De knockoutcompetitie begon op 4 augustus 2012 met de eerste ronde en eindigde op 26 mei 2013 met de finale in het Stadio Olimpico in Rome. Er deden 78 teams mee: alle 42 clubs uit de Serie A en de Serie B en een aantal clubs uit lagere divisies. Een deel van de teams stroomde pas vanaf de tweede, derde of vierde ronde of zelfs de achtste finales in.
Bekerhouder Napoli (winnaar van de Coppa Italia 2011–2012) werd al bij het eerste optreden uitgeschakeld, door een thuisnederlaag in december, in de achtste finales tegen Bologna. Uiteindelijk plaatsten A.S. Roma en Lazio Roma zich voor de finale in hun eigen stad, waarmee de finale tevens een stadsderby werd. Lazio won en plaatste zich daarmee direct voor de groepsfase van de UEFA Europa League 2013/14.
In de onderstaande tabellen staan de namen van de teams die doorgingen naar een volgende ronde steeds vetgedrukt.

## Kwalificatierondes

### Eerste ronde
|                    | Uitslag         |                   |
| ------------------ | --------------- | ----------------- |
| Cremonese          | 4-0             | Chieri            |
| Portogruaro        | 3-1             | Cosenza           |
| Nocerina           | 1-0             | Paganese          |
| UC Albinoleffe     | 0-3             | Chieti            |
| Sorrento           | 2-0             | Treviso           |
| Vicenza            | 6-0             | Andria BAT        |
| Avellino           | 3-1             | Sambenedettese    |
| Carrarese          | 5-4             | Catanzaro         |
| Südtirol           | 1-1 (4-3 i. E.) | Cuneo             |
| Lumezzane          | 3-0             | Sarnese           |
| Carpi              | 5-0             | Città di Marino   |
| Pisa               | 2-0             | Arezzo            |
| Benevento          | 1-0             | San Marino        |
| SS Barletta Calcio | 0-3             | Perugia           |
| Frosinone          | 2-0 n. V.       | Delta Porto Tolle |
| Reggiana           | 0-2             | Virtus Entella    |
| Gubbio             | 4-5 n. V.       | Pontisola         |
| Trapani            | 2-1             | Este              |

### Tweede ronde
|                | Uitslag         |                 |
| -------------- | --------------- | --------------- |
| Modena         | 2-0             | Südtirol        |
| Ternana        | 2-0             | Trapani         |
| Cesena         | 2-1 n. V.       | Pro Vercelli    |
| Sassuolo       | 1-0             | Avellino        |
| Cittadella     | 2-0             | Carrarese       |
| AS Livorno     | 2-1             | Benevento       |
| Novara         | 4-3             | Lumezzane       |
| Padova         | 2-2 (4:2 i. E.) | Pisa            |
| Brescia        | 1-2 n. V.       | Cremonese       |
| Virtus Entella | 2-3             | Hellas Verona   |
| Perugia        | 4-1 n. V.       | Bari            |
| Juve Stabia    | 3-0             | Frosinone       |
| Ascoli         | 2-1 n. V.       | Portogruaro     |
| Reggina        | 1-0             | Nocerina        |
| Spezia         | 4-1             | Sorrento        |
| Varese         | 2-1             | Pontisola       |
| Crotone        | 3-2             | Virtus Lanciano |
| Empoli         | 1-2             | Vicenza         |
| Lecce          | 3-1             | Chieti          |
| Grosseto       | 1-3             | Carpi           |

### Derde ronde
|                  | Uitslag         |                 |
| ---------------- | --------------- | --------------- |
| AC Florenz       | 2-0             | Novara          |
| Chievo Verona    | 4-0             | Ascoli          |
| Cittadella       | 1-0             | Ternana         |
| Juve Stabia      | 1-1 (4:3 i. E.) | Sampdoria Genua |
| Cesena           | 3-2             | Crotone         |
| Cagliari         | 2-1             | Spezia          |
| FC Turin         | 4-2             | Lecce           |
| Catania          | 1-0             | Sassuolo        |
| Atalanta Bergamo | 2-0             | Padova          |
| Palermo          | 3-1             | Cremonese       |
| Genua            | 1-1 (1:4 i. E.) | Hellas Verona   |
| Modena           | 1-5 n. V.       | Reggina         |
| Pescara          | 1:0             | Carpi           |
| Bologna          | 2-1             | Varese          |
| Livorno          | 4-1             | Perugia         |
| Siena            | 4-2             | Vicenza         |

### Vierde ronde
|                  | Uitslag   |               |
| ---------------- | --------- | ------------- |
| Palermo          | 1-2       | Hellas Verona |
| Atalanta Bergamo | 3-1       | Cesena        |
| Chievo Verona    | 0-1       | Reggina       |
| Bologna          | 1-0       | Livorno       |
| Siena            | 2-0       | Torino        |
| ACF Fiorentina   | 2-0       | Juve Stabia   |
| Catania          | 3-1 n. V. | Cittadella    |
| Cagliari         | 4-2       | Pescara       |

## Eindronde

### Laatste 16
|                            |                                   |        |          |                                                                         |
| 11 december 2012 21:00 CET | A.S. Roma                         | 3 – 0  | Atalanta | Stadio Olimpico, Rome Toeschouwers: 9.769 Scheidsrechter: Carmine Russo |
| 11 december 2012 21:00 CET | Pjanić 21' Osvaldo 31' Destro 51' | Report |          | Stadio Olimpico, Rome Toeschouwers: 9.769 Scheidsrechter: Carmine Russo |

|                            |                                       |        |                                            |                                                                              |
| 12 december 2012 17:30 CET | Parma                                 | 1 – 1  | Catania                                    | Stadio Ennio Tardini, Parma Toeschouwers: 2.000 Scheidsrechter: Davide Massa |
| 12 december 2012 17:30 CET | Pabón 12'                             | Report | Lodi 19' (pen.)                            | Stadio Ennio Tardini, Parma Toeschouwers: 2.000 Scheidsrechter: Davide Massa |
| 12 december 2012 17:30 CET | Strafschoppen                         |        |                                            | Stadio Ennio Tardini, Parma Toeschouwers: 2.000 Scheidsrechter: Davide Massa |
| 12 december 2012 17:30 CET | Pabón Marchionni Parolo Ninis Paletta | 3 – 4  | Barrientos Álvarez Lodi Bergessio Marchese | Stadio Ennio Tardini, Parma Toeschouwers: 2.000 Scheidsrechter: Davide Massa |

|                            |              |        |          |                                                                           |
| 12 december 2012 21:00 CET | Juventus     | 1 – 0  | Cagliari | Juventus Stadium, Turijn Toeschouwers: 18.932 Scheidsrechter: Marco Guida |
| 12 december 2012 21:00 CET | Giovinco 57' | Report |          | Juventus Stadium, Turijn Toeschouwers: 18.932 Scheidsrechter: Marco Guida |

|                            |                                 |        |         |                                                                         |
| 13 december 2012 21:00 CET | Milan                           | 3 – 0  | Reggina | San Siro, Milan Toeschouwers: 3.661 Scheidsrechter: Giampaolo Calvarese |
| 13 december 2012 21:00 CET | Yepes 51' Niang 79' Pazzini 81' | Report |         | San Siro, Milan Toeschouwers: 3.661 Scheidsrechter: Giampaolo Calvarese |

|                            |                        |        |        |                                                                       |
| 18 december 2012 21:00 CET | Internazionale         | 2 – 0  | Verona | San Siro, Milaan Toeschouwers: 11.840 Scheidsrechter: Gianluca Rocchi |
| 18 december 2012 21:00 CET | Cassano 50' Guarín 54' | Report |        | San Siro, Milaan Toeschouwers: 11.840 Scheidsrechter: Gianluca Rocchi |

|                            |                              |        |                              |                                                                            |
| 19 december 2012 15:00 CET | Lazio                        | 1 – 1  | Siena                        | Stadio Olimpico, Rome Toeschouwers: 6.682 Scheidsrechter: Piero Giacomelli |
| 19 december 2012 15:00 CET | Ciani 90+5'                  | Report | Cana 56' (e.d.)              | Stadio Olimpico, Rome Toeschouwers: 6.682 Scheidsrechter: Piero Giacomelli |
| 19 december 2012 15:00 CET | Strafschoppen                |        |                              | Stadio Olimpico, Rome Toeschouwers: 6.682 Scheidsrechter: Piero Giacomelli |
| 19 december 2012 15:00 CET | Mauri Ledesma Floccari Kozák | 4 – 1  | Belmonte Vergassola Larrondo | Stadio Olimpico, Rome Toeschouwers: 6.682 Scheidsrechter: Piero Giacomelli |

|                            |         |        |            |                                                                              |
| 19 december 2012 17:30 CET | Udinese | 0 – 1  | Fiorentina | Stadio Friuli, Udine Toeschouwers: 8.000 Scheidsrechter: Gianpaolo Calvarese |
| 19 december 2012 17:30 CET |         | Report | Valero 36' | Stadio Friuli, Udine Toeschouwers: 8.000 Scheidsrechter: Gianpaolo Calvarese |

|                            |            |        |                         |                                                                              |
| 19 december 2012 21:00 CET | Napoli     | 1 – 2  | Bologna                 | Stadio San Paolo, Napels Toeschouwers: 10.366 Scheidsrechter: Daniele Doveri |
| 19 december 2012 21:00 CET | Cavani 12' | Report | Pasquato 38' Kone 90+2' | Stadio San Paolo, Napels Toeschouwers: 10.366 Scheidsrechter: Daniele Doveri |

### Kwartfinale
|                          |                              |         |         |                                                                          |
| 8 januari 2013 21:00 CET | Lazio                        | 3 – 0   | Catania | Stadio Olimpico, Rome Toeschouwers: 16.537 Scheidsrechter: Domenico Celi |
| 8 januari 2013 21:00 CET | Radu 30' Hernanes 61', 90+1' | Verslag |         | Stadio Olimpico, Rome Toeschouwers: 16.537 Scheidsrechter: Domenico Celi |

|                          |                          |         |                |                                                                                      |
| 9 januari 2013 20:45 CET | Juventus                 | 2 – 1   | Milan          | Juventus Stadium, Turijn Toeschouwers: 38.792 Scheidsrechter: Paolo Silvio Mazzoleni |
| 9 januari 2013 20:45 CET | Giovinco 13' Vučinić 96' | Verslag | El Shaarawy 6' | Juventus Stadium, Turijn Toeschouwers: 38.792 Scheidsrechter: Paolo Silvio Mazzoleni |

|                           |                                       |         |                             |                                                                 |
| 15 januari 2013 21:00 CET | Internazionale                        | 3 – 2   | Bologna                     | San Siro, Milaan Toeschouwers: 8.734 Scheidsrechter: Luca Banti |
| 15 januari 2013 21:00 CET | Guarín 34' Palacio 77' Ranocchia 120' | Verslag | Diamanti 81' Gabbiadini 84' | San Siro, Milaan Toeschouwers: 8.734 Scheidsrechter: Luca Banti |

|                           |            |         |            |                                                                                      |
| 16 januari 2013 21:00 CET | Fiorentina | 0 – 1   | A.S. Roma  | Stadio Artemio Franchi, Florence Toeschouwers: 20.003 Scheidsrechter: Nicola Rizzoli |
| 16 januari 2013 21:00 CET |            | Verslag | Destro 97' | Stadio Artemio Franchi, Florence Toeschouwers: 20.003 Scheidsrechter: Nicola Rizzoli |

### Halve finale

#### Heenduel
|                           |            |         |           |                                                                              |
| 22 januari 2013 20:45 CET | Juventus   | 1 – 1   | Lazio     | Juventus Stadium, Turijn Toeschouwers: 32.433 Scheidsrechter: Antonio Damato |
| 22 januari 2013 20:45 CET | Peluso 63' | Verslag | Mauri 86' | Juventus Stadium, Turijn Toeschouwers: 32.433 Scheidsrechter: Antonio Damato |

|                           |                         |         |                |                                                                            |
| 23 januari 2013 20:45 CET | A.S. Roma               | 2 – 1   | Internazionale | Stadio Olimpico, Rome Toeschouwers: 28.415 Scheidsrechter: Andrea De Marco |
| 23 januari 2013 20:45 CET | Florenzi 13' Destro 33' | Verslag | Palacio 44'    | Stadio Olimpico, Rome Toeschouwers: 28.415 Scheidsrechter: Andrea De Marco |

#### Returns
|                           |                             |         |             |                                                                       |
| 29 januari 2013 20:45 CET | Lazio                       | 2 – 1   | Juventus    | Stadio Olimpico, Rome Toeschouwers: 52.506 Scheidsrechter: Luca Banti |
| 29 januari 2013 20:45 CET | González 53' Floccari 90+3' | Verslag | Vidal 90+2' | Stadio Olimpico, Rome Toeschouwers: 52.506 Scheidsrechter: Luca Banti |

|                          |                          |         |                               |                                                                                    |
| 17 april 2013 20:45 CEST | Internazionale           | 2 – 3   | AS Roma                       | Stadio Giuseppe Meazza, Milaan Toeschouwers: 52.634 Scheidsrechter: Mauro Bergonzi |
| 17 april 2013 20:45 CEST | Jonathan 22' Álvarez 80' | Verslag | Destro 55', 69' Torosidis 74' | Stadio Giuseppe Meazza, Milaan Toeschouwers: 52.634 Scheidsrechter: Mauro Bergonzi |

### Finale
|                         |           |       |         |                                                                           |
| 26 mei 2013 19:30 UTC+2 | Lazio     | 1 – 0 | AS Roma | Stadio Olimpico, Rome Toeschouwers: 70.000 Scheidsrechter: Daniele Orsato |
| 26 mei 2013 19:30 UTC+2 | Lulić 71' |       |         | Stadio Olimpico, Rome Toeschouwers: 70.000 Scheidsrechter: Daniele Orsato |